# Тестирование стабильности
Тестирование стабильности или надежности (Stability / Reliability Testing) — один из видов нефункционального тестирования ПО, целью которого является проверка работоспособности приложения при длительном тестировании с ожидаемым уровнем нагрузки.
Перед тем как подвергать ПО экстремальным нагрузкам стоит провести проверку стабильности в предполагаемых условиях работы, то есть погрузить продукт в полную рабочую атмосферу. При тестировании, длительность его проведения не имеет первостепенного значения, основная задача — наблюдая за потреблением ресурсов, выявить утечки памяти и проследить чтобы скорость обработки данных и/или время отклика приложения в начале теста и с течением времени не уменьшалась. В противном случае вероятны сбои в работе продукта и перезагрузки системы.
Часто в «домашних» условиях тестирование стабильности совмещают со стресс-тестированием, то есть проверяют не только стабильность, но и способность приложения переносить жесткие условия и сильные нагрузки длительное время.